# حسن‌آباد (عقدا)
حسن‌آباد روستایی در دهستان نارستان بخش عقدا شهرستان اردکان استان یزد ایران است.مزرعه نو

## جمعیت
بر پایه سرشماری عمومی نفوس و مسکن در سال ۱۳۹۵ جمعیت این روستا ۹۳۵ نفر (خانوار) بوده‌است.